# Mai al-Kaila

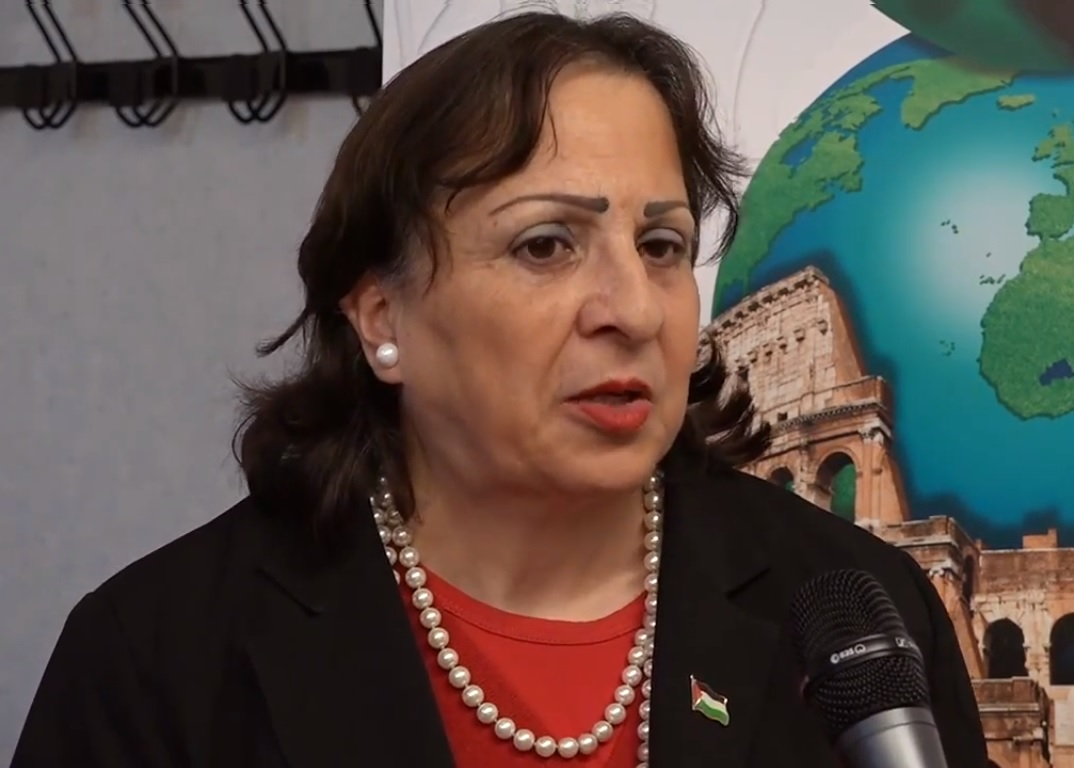
Mai al-Kaila (2015)

Mai Salem Hanna al-Kaila (arabisch مي سالم حنا الكيلة, DMG Mayy Sālim Ḥannā al-Kaila; * 8. April 1955 in Jerusalem) ist eine palästinensische Ärztin, Diplomatin und Politikerin. Als erste Frau wurde sie 2019 zur Gesundheitsministerin des Staates Palästina ernannt. Sie hat einen akademischen Abschluss als PhD in Public Health und Gesundheitsmanagement.

## Ausbildung
Mai al-Kaila wurde am 8. April 1955 in Jerusalem geboren. Sie wuchs im Westjordanland auf und besuchte dort zunächst Schulen in Bir Zait, dann das Private College in Ramallah. Nach einer Krankenpflege-Ausbildung am Auguste-Viktoria-Hospital in Jerusalem studierte sie Medizin in Spanien an der Universität Granada, wo sie einen Bachelor-Abschluss erhielt. Danach spezialisierte sie sich an der University of California, San Francisco in den Vereinigten Staaten auf dem Gebiet der Geburtshilfe und Gynäkologie und erwarb dort einen Master-Abschluss. Später erhielt sie an der Universidad de Chile in Santiago de Chile einen Doktorgrad in Public Health und Epidemiologie.

## Karriere
Al-Kaila arbeitete als Ärztin am Palestine Red Crescent Hospital in Jerusalem in der Geburtshilfe- und Gynäkologie-Abteilung. Sie war zudem als Dozentin in der Public-Health-Abteilung der palästinensischen al-Quds-Universität in Jerusalem tätig und leitete beim Hilfswerk der Vereinten Nationen für Palästina-Flüchtlinge im Nahen Osten (UNRWA) das Flüchtlingshilfeprogramm Mutterschaft und Kindheit (‘Motherhood and Childhood’).
Im September 1995 nahm al-Kaila als Mitglied der palästinensischen Delegation am Vierten Weltfrauenkongress in Peking teil.
Am 31. Oktober 2005 wurde al-Kaila zur Botschafterin Palästinas in Chile ernannt. Diese Tätigkeit übte sie bis zu ihrer Ernennung zur palästinensischen Botschafterin in Italien am 1. Oktober 2013 aus. Während ihrer Zeit als Botschafterin in Italien ehrte die italienische Niederlassung der Norman Academy al-Kaila 2017 für ihren Einsatz für Menschen- und Frauenrechte in Palästina mit einer Goldmedaille.
Im Rahmen des 7. Parteitags der palästinensischen Fatah-Bewegung in Ramallah wurde sie am 4. Dezember 2016 in den Palästinensischen Revolutionsrat (engl. Palestinian Revolutionary Council gewählt.
Am 13. April 2019 wurde al-Kaila von Präsident Mahmud Abbas als Gesundheitsministerin in der Regierung Schtajjeh I von Mohammed Schtajjeh vereidigt. Mit diesem Amt übernahm sie auch den Vorsitz im Palestinian Medical Council.